# Filipijns wrattenzwijn
Het Filipijns wrattenzwijn (Sus philippensis) is een zwijnensoort die sterk verwant is aan het baardzwijn en voorkomt op de Filipijnen, op de eilanden Basilan, Catanduanes, Jolo, Leyte, Luzon, Mainit, Mindanao, Mindoro en Samar. De andere zwijnensoorten die op de Filipijnen voorkomen zijn het Visayawrattenzwijn (Sus cebifrons) en het baardzwijn (Sus barbatus).

## Kenmerken
Het Filipijns wrattenzwijn is zwart van kleur en is kleiner dan het baardzwijn, maar groter dan het Visayawrattenzwijn.

## Verspreiding en leefgebied
Vroeger kon men het Filipijns wrattenzwijn veelvuldig vinden in beboste gebieden, van zeeniveau tot op een hoogte van zo'n 2800 meter. Tegenwoordig zijn hun aantallen dalende als gevolg van de jacht en hun kleiner wordende leefgebieden. Men kan ze nu nog vinden in afgelegen gebieden.